# Zemětřesení v Galileji (363)
K zemětřesení v Galileji došlo 18. a 19. května 363.

## Dopady
Cipori utrpělo vážné škody. Nabratein a její synagoga byly zničeny. Petra byla vážně poškozena.
Zemětřesení mohlo být zodpovědné za neúspěch plánu na obnovu Jeruzalémského chrámu, kterému dal svolení císař Julianus.